# Rikardostezja
Rikardostezja (Richardoestesia) – rodzaj dinozaura z grupy celurozaurów (Coelurosauria).
Żył w okresie późnej kredy na terenach Ameryki Północnej i Azji. Długość ciała ok. 2 m, wysokość ok. 70 cm, masa ok. 50 kg. Szczątki przedstawicieli gatunku typowego, Ricardoestesia gilmorei, znaleziono w osadach z późnego kampanu i mastrychtu w Kanadzie (w prowincji Alberta) i w USA (w stanie Wyoming).
Gatunek typowy R. gilmorei opisano na podstawie fragmentów szczęki i zębów. Drugi gatunek, R. isosceles, opisano na podstawie zębów odkrytych w osadach formacji Aguja w Teksasie, formacji Milk River, Oldman, Dinosaur Park, Horseshoe Canyon i Scollard w Albercie, formacji Frenchman w Saskatchewanie, formacji Lance w stanie Wyoming oraz formacji Hell Creek w Dakocie Północnej i Południowej.
Hans-Dieter Sues i Aleksander Awerianow (2013) zsynonimizowali z Richardoestesia rodzaj Asiamericana, utrzymując jednak gatunek typowy tego rodzaju, A. asiatica, jako odrębny gatunek w obrębie rodzaju Richardoestesia. R. asiatica jest znany z zębów odkrytych w Uzbekistanie (na pustyni Kyzył-kum); wcześniej sugerowano, że mógł być teropodem z rodziny spinozaurów lub rybą doskonałokostną z rodziny Saurodontidae.